# Христофор Серафимов
Христофор Серафимов (болг. Христофор Серафимов; 15 березня 1893, Светий Николе — 19 червня 1951, Софія) — болгарський військовий діяч у часи царя Бориса ІІІ. Генерал-майор. Командир 5-ї дунайської стрілецької дивізії.
Жертва російського окупаційного терору.

## Біографія
Народився 15 березня 1893 в македонському місті Светі-Николе.
1915 закінчив Військову школу в Софії. Розпочав свою службу в 16-му піхотному полку. 1930 призначений начальником відділу в штабі армії, а в наступному році начальником 17-го прикордонного полку. 1936 закінчив Військову академію в Софії. 1936–1938 — командир 41-го піхотного полку.
1941 призначений командиром 5-ї дунайської стрілецької дивізії.
Вийшов у запас у 1944. Після совєцької окупації, переховувався у православних монастирях як послушник.
Викрадений болгарськими комуністичними спецслужбами 1950 року. Убитий у тюрмі 19 червня 1951 у Софії.

## Звання
- Лейтенант (30 травня 1917)
- Капітан (1 травня 1920)
- Підполковник (26 серпня 1930)
- Полковник (3 жовтня 1938)
- Генерал-майор (6 травня 1943)